# طوف خیمه
طوف خیمه، روستایی از توابع بخش مرکزی شهرستان کهگیلویه در استان کهگیلویه و بویراحمد ایران است. و آبشار مرتفع طوف خیمه نیز در نزدیکی این روستا است.

## جمعیت
این روستا در دهستان طیبی گرمسیری جنوبی قرار دارد و براساس سرشماری مرکز آمار ایران در سال ۱۳۸۵، جمعیت آن ۴۳ نفر (۹خانوار) بوده‌است.